# Biosphère de Montreal
La Biosphère de Montreal (en francés: Biosphère de Montréal) fue el antiguo pabellón de los Estados Unidos de la Expo 67 de Montreal, ahora convertido es un museo de Environment Canada dedicado al agua y el medio ambiente.
La concepción de la Biosphère es obra de Richard Buckminster Fuller y se sitúa en la île Sainte-Hélène.

## Historia
En 1976, un fuego consumió el revestimiento de polímero. La estructura, construida en acero, permaneció intacta y es todo lo que queda del antiguo pabellón.
El museo fue inaugurado en 1995. Fue el Pabellón de los Estados Unidos de América   en la Exposición Universal de Montreal del año 1967, tiene la particularidad de que si se elevara la temperatura del aire del interior más de 10 grados celsius sobre el exterior, flotaría en el aire.[cita requerida]
- Datos: Q864789
- Multimedia: Montreal Biosphère / Q864789